# Manfred Sommer
Manfred Sommer Resalt (San Sebastián, 27 de mayo de 1933 - Galifa, 3 de octubre de 2007) fue un historietista, ilustrador y pintor español.

## Biografía
Discípulo de Jesús Blasco, trabajó para el mercado británico a través de la agencia Selecciones Ilustradas, realizando generalmente historietas bélicas y románticas. Las principales influencias de Sommer son de Milton Caniff, Frank Robbins y Hugo Pratt.
Sommer creó las series El Lobo Solitario, Polux y El Tigre antes de empezar a serializar, en 1981, Frank Cappa en la revista española Cimoc, ya en pleno boom del cómic adulto.
Manfred Sommer trabajó para la editorial italiana Bonelli dibujando al personaje Tex en el álbum especial titulado "Mercaderes de esclavos", con guion de Claudio Nizzi, y en otras dos historias: "La última diligencia", escrita por Mauro Boselli, y "Capitán Blanco", con textos de Claudio Nizzi.
Junto a creadores españoles como Jordi Bernet, Antonio Segura, Leopoldo Sánchez Ortiz y José Ortiz, Sommer formó parte de la ambiciosa aunque efímera iniciativa Metropol que publicó tres revistas a principios de los años 80, Metropol, Mocambo y KO cómics.